# SummerSlam

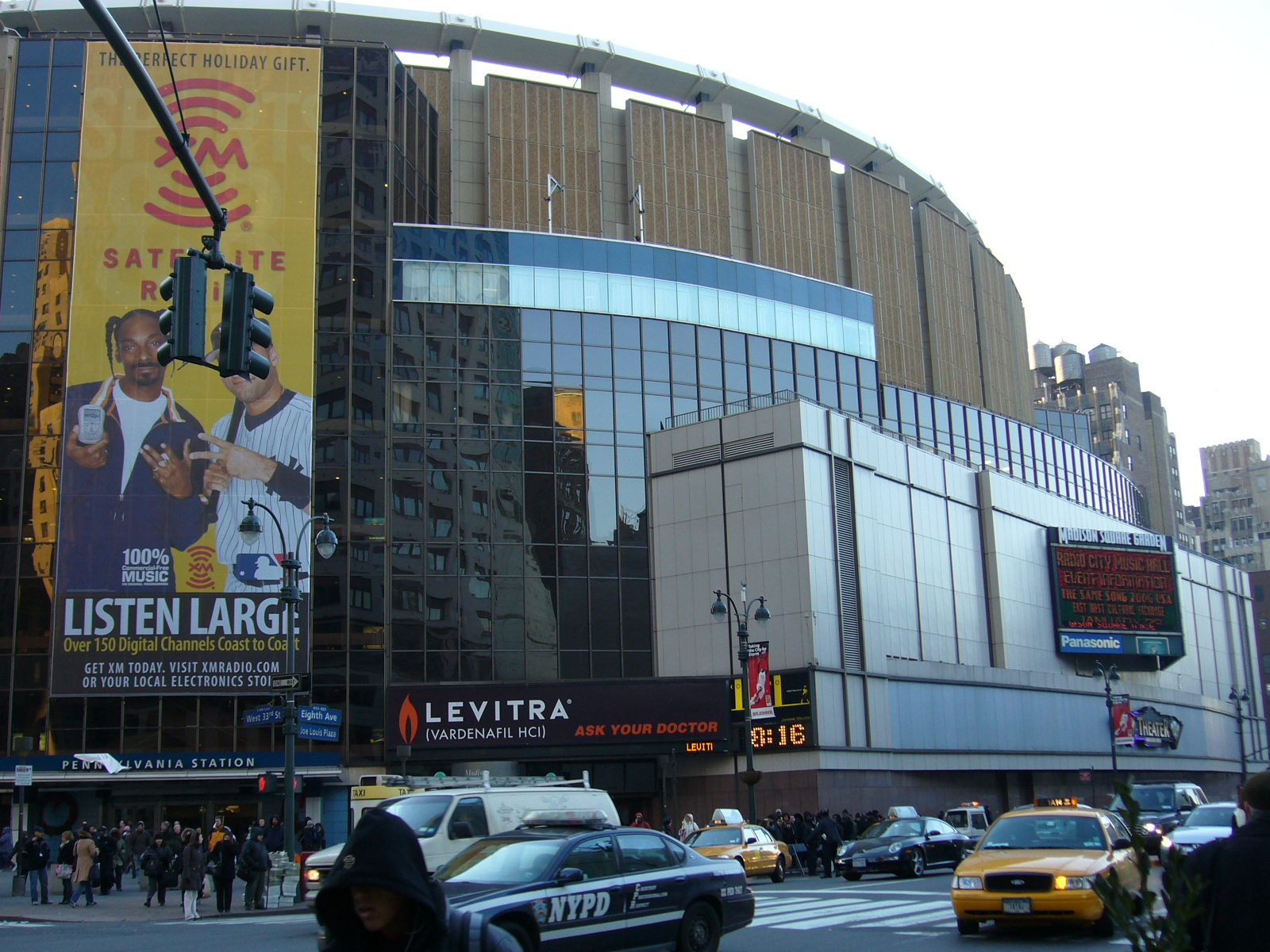
A Madison Square Garden három alkalommal - 1988, 1991 és 1998 - volt a SummerSlam házigazdája

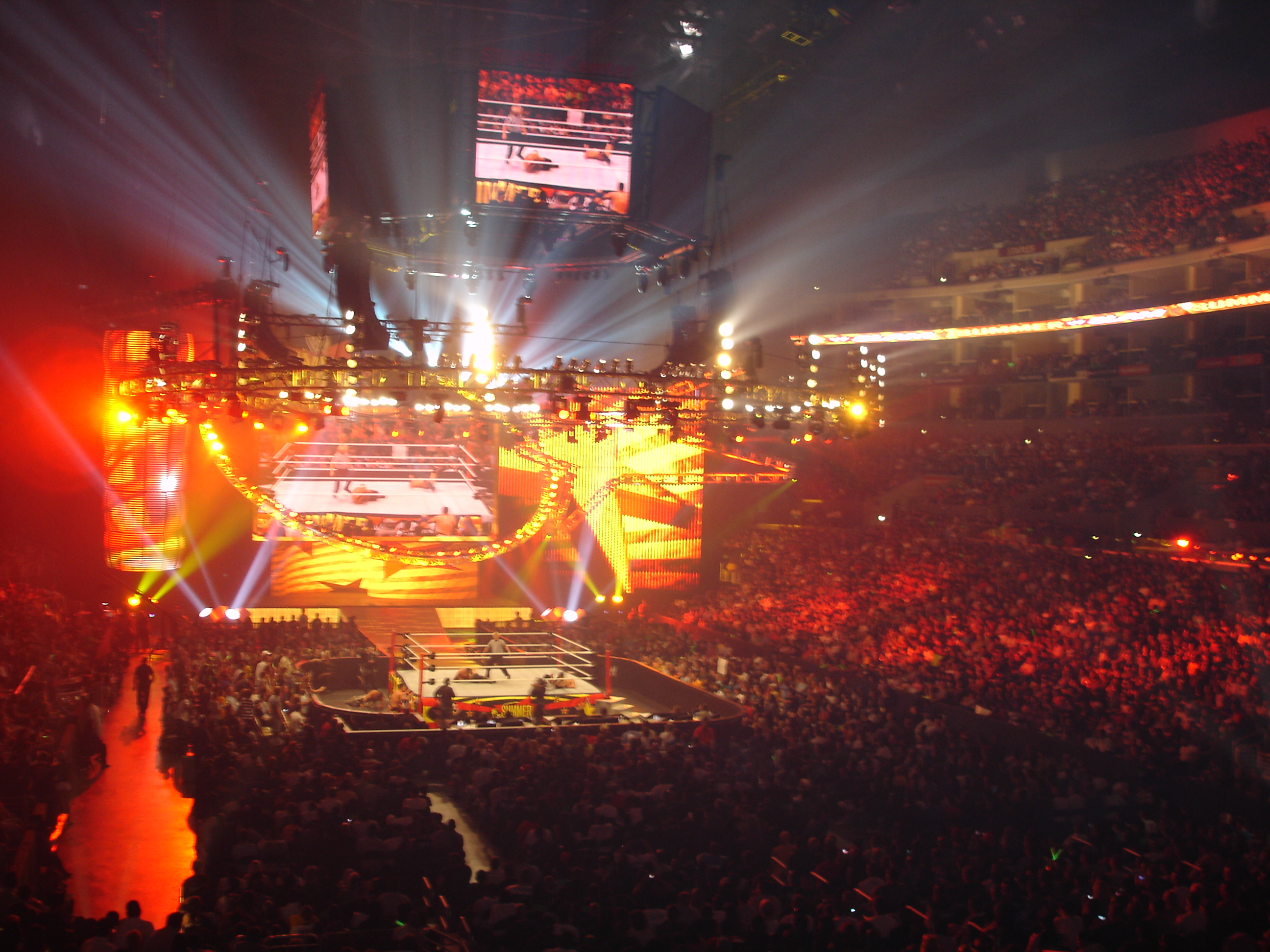
A Los Angeles-i Staples Center 2009 és 2014 között adott otthont a SummerSlamnek

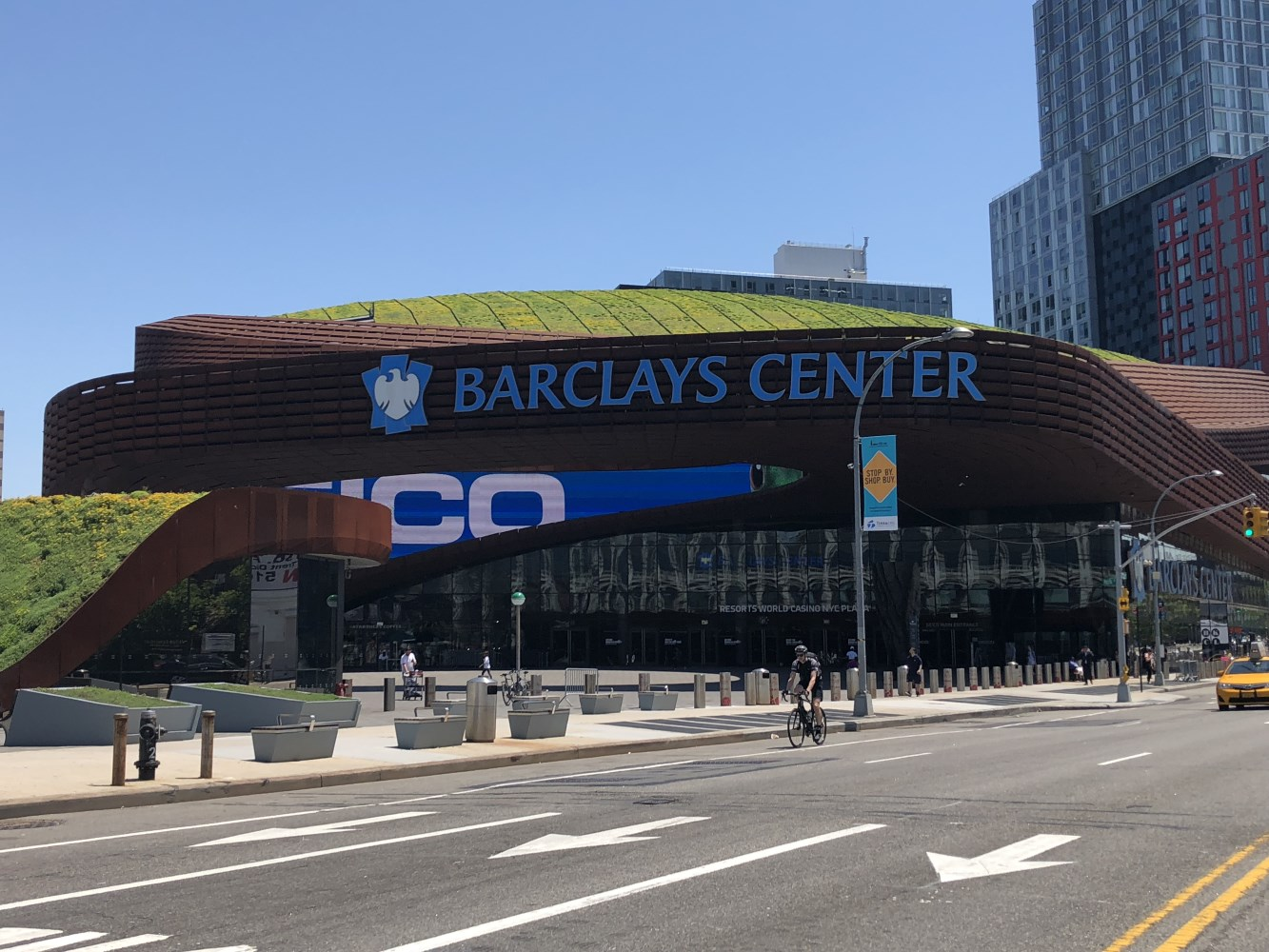
A Brooklyn-i Barclays Center 2015 és 2018 között rendezte a SummerSlamet

A SummerSlam egy professzionális birkózó Pay-Per-View (PPV) esemény, melyet minden év augusztusban rendez meg a WWE. Más néven A nyár legnagyobb partijának ("The Biggest Party of the Summer") hívják. Ez az esemény a WWE második legnagyobb évente megrendezett eseménye a WrestleMania mögött. A SummerSlam-et először 1988-ban rendezték meg a New York-ban található Madison Square Garden-ben. Az eseményen a RAW, a Smackdown, a 205 Live, a ECW és az NXT pankrátorai vesznek részt évről évre.

## Történelme
A SummerSlam-et 1988-ban rendezték meg a New York-ban található Madison Square Garden-ben. A SummerSlam a WWE legsikeresebb rendezvénye.
A rendezvény 33 éves történelmében először 2020-ban kellett zárt ajtók mögött megrendezni az eseményt a Covid19-pandémia miatt.

## Események
| #  | Év   | Dátum         | Város                                                          | Helyszín                               | Fő Esemény |
| -- | ---- | ------------- | -------------------------------------------------------------- | -------------------------------------- | --- |
| 1  | 1988 | augusztus 29. | New York                                                       | Madison Square Garden                  | The Mega Powers (Hulk Hogan és Randy Savage) vs. The Mega Bucks (André The Giant és Ted DiBiase) |
| 2  | 1989 | augusztus 28. | East Rutherford                                                | Brendan Byrne Arena                    | Brutus Beefcake és Hulk Hogan vs. Randy Savage és Zeus |
| 3  | 1990 | augusztus 27. | Philadelphia                                                   | Spectrum                               | The Ultimate Warrior vs. Rick Rude |
| 4  | 1991 | augusztus 26. | New York                                                       | Madison Square Garden                  | Hulk Hogan és The Ultimate Warrior vs. Sgt. Slaughter, General Adnan, és Colonel Mustafa |
| 5  | 1992 | augusztus 31. | London                                                         | Wembley Stadion                        | Bret Hart vs. The British Bulldog |
| 6  | 1993 | augusztus 30. | Auburn Hills                                                   | The Palace of Auburn Hills             | Yokozuna (c) vs. Lex Luger |
| 7  | 1994 | augusztus 29. | Chicago                                                        | United Center                          | The Undertaker vs. "The Undertaker" |
| 8  | 1995 | augusztus 27. | Pittsburgh                                                     | Civic Arena                            | Diesel vs. King Mabel |
| 9  | 1996 | augusztus 18. | Cleveland                                                      | Gund Arena                             | Shawn Michaels vs. Vader |
| 10 | 1997 | augusztus 3.  | East Rutherford                                                | Continental Airlines Arena             | The Undertaker vs. Bret Hart |
| 11 | 1998 | augusztus 30. | New York                                                       | Madison Square Garden                  | Stone Cold Steve Austin vs. The Undertaker |
| 12 | 1999 | augusztus 22. | Minneapolis                                                    | Target Center                          | Stone Cold Steve Austin vs. Mankind vs. Triple H |
| 13 | 2000 | augusztus 27. | Raleigh                                                        | Raleigh Entertainment and Sports Arena | The Rock vs. Kurt Angle vs. Triple H |
| 14 | 2001 | augusztus 19. | San José                                                       | Compaq Center                          | Booker T vs. The Rock |
| 15 | 2002 | augusztus 25. | Uniondale                                                      | Nassau Coliseum                        | The Rock vs. Brock Lesnar |
| 16 | 2003 | augusztus 24. | Phoenix                                                        | America West Arena                     | Triple H vs. Chris Jericho vs. Goldberg vs. Kevin Nash vs. Randy Orton vs. Shawn Michaels |
| 17 | 2004 | augusztus 15. | Toronto                                                        | Scotiabank Arena                       | Chris Benoit vs. Randy Orton |
| 18 | 2005 | augusztus 21. | Washington D.C.                                                | Capital One Arena                      | Hulk Hogan vs. Shawn Michaels |
| 19 | 2006 | augusztus 20. | Boston, Massachusetts                                          | TD Garden                              | Edge vs. John Cena |
| 20 | 2007 | augusztus 26. | East Rutherford                                                | Meadowlands Arena                      | John Cena vs. Randy Orton |
| 21 | 2008 | augusztus 17. | Indianapolis                                                   | Bankers Life Fieldhouse                | Edge vs. The Undertaker |
| 22 | 2009 | augusztus 23. | Los Angeles                                                    | Staples Center                         | Jeff Hardy vs. CM Punk |
| 23 | 2010 | augusztus 15. | Los Angeles                                                    | Staples Center                         | Team WWE (John Cena, Bret Hart, Chris Jericho, Daniel Bryan, Edge, John Morrison, és R-Truth) vs. The Nexus (Wade Barrett, Darren Young, David Otunga, Heath Slater, Justin Gabriel, Michael Tarver, és Skip Sheffield) |
| 24 | 2011 | augusztus 14. | Los Angeles                                                    | Staples Center                         | CM Punk vs. Alberto Del Rio |
| 25 | 2012 | augusztus 19. | Los Angeles                                                    | Staples Center                         | Brock Lesnar vs. Triple H |
| 26 | 2013 | augusztus 18. | Los Angeles                                                    | Staples Center                         | Daniel Bryan vs. Randy Orton |
| 27 | 2014 | augusztus 17. | Los Angeles                                                    | Staples Center                         | John Cena vs. Brock Lesnar |
| 28 | 2015 | augusztus 23. | Brooklyn                                                       | Barclays Center                        | Brock Lesnar vs. The Undertaker |
| 29 | 2016 | augusztus 21. | Brock Lesnar vs. Randy Orton                                   | Barclays Center                        | |
| 30 | 2017 | augusztus 20. | Brock Lesnar vs. Braun Strowman vs. Roman Reigns vs. Samoa Joe | Barclays Center                        | |
| 31 | 2018 | augusztus 19. | Brock Lesnar vs. Roman Reigns                                  | Barclays Center                        | |
| 32 | 2019 | augusztus 11. | Toronto                                                        | Scotiabank Arena                       | Brock Lesnar vs. Seth Rollins |
| 33 | 2020 | augusztus 23. | Orlando                                                        | Amway Center                           | Braun Strowman vs. Bray Wyatt |
| 34 | 2021 | augusztus 21. | Paradise                                                       | Allegiant Stadium                      | Roman Reigns (c) vs. John Cena |
| 35 | 2022 | július 30.    | Nashville                                                      | Nissan Stadium                         | Roman Reigns (c) vs. Brock Lesnar |